# Équipe des Araméens de football
Maillots
L'équipe des Araméens de football est une sélection de joueurs professionnels qui est sous l'égide de l'Association Araméens de Football (Arameans Suryoye Football Association), fondée en mars 2008 par Melke Alan en Suède. La sélection représente les Araméens.
Elle est depuis 2014 membre de la Confédération des associations de football indépendantes. À ce titre, elle participe à ses compétitions internationales. Elle terminera 3e lors de la première édition de la Coupe du monde de football ConIFA 2014.
Elle fut membre de la NF-Board de 2003 à 2013, elle finira deuxième de la VIVA World Cup 2008.

## Histoire

### VIVA World Cup 2008
Le 9 juillet 2008, la sélection des Araméens remporte son premier match contre la Laponie champion en titre de la VIVA World Cup 2006, 1-0. Le 10 juillet 2008, les Araméens domine son second match contre la Provence, 5-0. Le 11 juillet 2008, l'équipe Araméens rencontre le Kurdistan, le match se terminera par un score vierge de 0-0. Le 12 juillet 2008, la sélection des Araméens termine sa dernière rencontre de groupe contre la Padanie, qui se solde par une première défaite, 1-4. Malgré la défaite, les Araméens se qualifient pour la finale. Le 13 juillet 2008, les Araméens rencontre pour la seconde fois la sélection de Padanie, la sélection des Araméens remporte la médaille d'argent, après avoir été battu 2-0 par la Padanie,,.

### Coupe du monde de football ConIFA 2014
L'équipe des Araméens rencontrera dans le groupe A l'îlam tamoul et le Kurdistan,. Le 1er juin 2014, la sélection Araméenne rencontre le Kurdistan. Les Araméens remporte la rencontre contre le Kurdistan dernier champion de la VIVA World Cup, 2-1,. Le 2 juin 2014, les Araméens rencontre et gagne son deuxième match face aux Tamouls, 2-0. Les Araméens se classe premier de son groupe passant ainsi en quart de finale. Le 4 juin 2014, les Araméens rencontre l'Occitanie en quart de finale, la rencontre se termine aux tirs au but, victoire Araméenne. Le 6 juin 2014, en demi-finale, l’île de Man domine les Araméens, remportant la rencontre 4-1,. Le 8 juin 2014, les Araméens affronte l'Ossétie du Sud lors du match pour la troisième place. La sélection remporte la rencontre 4-1 et remportant la médaille de bronze.

## Parcours dans les compétitions internationales
VIVA World Cup
| Année                                                   | Lieu  | Position  | Match | Victoire | Nul | Défaite | but marqué | but encaissé |
| ------------------------------------------------------- | ----- | --------- | ----- | -------- | --- | ------- | ---------- | ------------ |
| Ne participe pas aux éditions de 2006, 2009, 2010, 2012 |       |           |       |          |     |         |            |              |
| 2008                                                    | Suède | Finaliste | 5     | 2        | 1   | 2       | 7          | 6            |

Coupe du monde de football ConIFA
| Année                                       | Lieu                                                      | Position                                                  | Match                                                     | Victoire                                                  | Nul                                                       | Défaite                                                   | but marqué                                                | but encaissé                                              |                                                           |
| ------------------------------------------- | --------------------------------------------------------- | --------------------------------------------------------- | --------------------------------------------------------- | --------------------------------------------------------- | --------------------------------------------------------- | --------------------------------------------------------- | --------------------------------------------------------- | --------------------------------------------------------- | --------------------------------------------------------- |
| 2014                                        | Suède                                                     | Troisième                                                 | 5                                                         | 3                                                         | 1                                                         | 1                                                         | 9                                                         | 6                                                         |                                                           |
| Ne participe pas aux éditions de 2016, 2018 |                                                           |                                                           |                                                           |                                                           |                                                           |                                                           |                                                           |                                                           |                                                           |
| 2020                                        | Annulée en raison de la pandémie de maladie à coronavirus | Annulée en raison de la pandémie de maladie à coronavirus | Annulée en raison de la pandémie de maladie à coronavirus | Annulée en raison de la pandémie de maladie à coronavirus | Annulée en raison de la pandémie de maladie à coronavirus | Annulée en raison de la pandémie de maladie à coronavirus | Annulée en raison de la pandémie de maladie à coronavirus | Annulée en raison de la pandémie de maladie à coronavirus | Annulée en raison de la pandémie de maladie à coronavirus |

Coupe d'Asie de football ConIFA

## Matches internationaux
Le tableau suivant liste les rencontres de l'Équipe des Araméens de football.
| No | Date            | Lieu             | Araméens | Adversaire     | Score       | Compétition                            | Buteur(s) pour des Araméens                                   | Buteur(s) pour l'adversaire                                            | Rapport      |
| -- | --------------- | ---------------- | -------- | -------------- | ----------- | -------------------------------------- | ------------------------------------------------------------- | ---------------------------------------------------------------------- | ------------ |
| 1  | 9 juillet 2008  | Gällivare, Suède | Araméens | Laponie        | V 1-0       | VIVA World Cup 2008                    | 62e Tuncay Yüksel                                             |                                                                        | (Rapport)    |
| 2  | 10 juillet 2008 | Gällivare, Suède | Araméens | Provence       | V 5-0       | VIVA World Cup 2008                    | 2e 32e Menhal Muqdisi, 5e Alexander Alan, 65e 81e Aday Kaplan |                                                                        | (Rapport)    |
| 3  | 11 juillet 2008 | Gällivare, Suède | Araméens | Kurdistan      | N 0-0       | VIVA World Cup 2008                    |                                                               |                                                                        | (Rapport)    |
| 4  | 12 juillet 2008 | Gällivare, Suède | Araméens | Padanie        | P 1-4       | VIVA World Cup 2008                    | 64e Menhal Muqdisi                                            | 18e Michele Cossato, 40e 90e Andrea D'Alessandro, 73e Stefano Salandra | (Rapport)    |
| 5  | 13 juillet 2008 | Gällivare, Suède | Araméens | Padanie        | P 0-2       | VIVA World Cup 2008                    |                                                               | 9e Alberto Colombo, 14e Giordan Ligarotti                              | (Rapport)    |
| 6  | 1er juin 2014   | Östersund, Suède | Araméens | Kurdistan      | V 2-1       | Coupe du monde de football ConIFA 2014 | 78e Musa Karli, 84e Matthias Candemir                         | 38e Younis Shakour                                                     | (Rapport)    |
| 7  | 2 juin 2014     | Östersund, Suède | Araméens | îlam tamoul    | V 2-0       | Coupe du monde de football ConIFA 2014 | 36e Marco Aydin, 48e Musa Karli                               |                                                                        | (Rapport)    |
| 8  | 4 juin 2014     | Östersund, Suède | Araméens | Occitanie      | N 0-0 (7-6) | Coupe du monde de football ConIFA 2014 |                                                               |                                                                        | [ (Rapport)] |
| 9  | 6 juin 2014     | Östersund, Suède | Araméens | Île de Man     | P 1-4       | Coupe du monde de football ConIFA 2014 | 9e Rabi Mourad                                                | 23e Frank Jones, 60e Jack McVey, 70e Chris Bass Jr, 72e Ciaran McNulty | (Rapport)    |
| 10 | 8 juin 2014     | Östersund, Suède | Araméens | Ossétie du Sud | V 4-1       | Coupe du monde de football ConIFA 2014 | 9e 24e 73e George Kacho, 47e Volkan Percin                    | 92e David Siukaev                                                      | (Rapport)    |

| Score : - V = Match gagné - N = Match nul - P = Match perdu | Compétition : - A. = Match amical - C. = Compétition |

## Équipes rencontrées
| Adversaire     | Joués | Victoires | Matchs nuls | Défaites | Buts pour | Buts contre |
| -------------- | ----- | --------- | ----------- | -------- | --------- | ----------- |
| Padanie        | 2     | 0         | 0           | 2        | 1         | 6           |
| Kurdistan      | 2     | 1         | 1           | 0        | 2         | 1           |
| Laponie        | 1     | 1         | 0           | 0        | 1         | 0           |
| Provence       | 1     | 1         | 0           | 0        | 5         | 0           |
| îlam tamoul    | 1     | 1         | 0           | 0        | 2         | 0           |
| Occitanie      | 1     | 0         | 1           | 0        | 0         | 0           |
| Île de Man     | 1     | 0         | 0           | 1        | 1         | 4           |
| Ossétie du Sud | 1     | 1         | 0           | 0        | 4         | 1           |
| Total          | 10    | 5         | 2           | 3        | 16        | 12          |

## Meilleurs buteurs
| Rang | Joueur            | Buts | Sél. | Première sélection | Dernière sélection |
| ---- | ----------------- | ---- | ---- | ------------------ | ------------------ |
| 1    | George Kacho      | 3    | 5    | 2014               | 2014               |
| 2    | Menhal Muqdisi    | 3    | 5    | 2008               | 2008               |
| 3    | Aday Kaplan       | 2    | 5    | 2008               | 2008               |
| 4    | Musa Karli        | 2    | 5    | 2014               | 2014               |
| 5    | Alexander Alan    | 1    | 5    | 2008               | 2008               |
| 6    | Tuncay Yüksel     | 1    | 5    | 2008               | 2008               |
| 7    | Marco Aydin       | 1    | 5    | 2014               | 2014               |
| 8    | Matthias Candemir | 1    | 5    | 2014               | 2014               |
| 9    | Rabi Mourad       | 1    | 5    | 2014               | 2014               |
| 10   | Volkan Percin     | 1    | 5    | 2014               | 2014               |

## Personnalités de la sélection

### Effectifs
| Sélection 2008    |                            |
| Nom               | Club                       |
| Gabriel Suleyman  | Arameisk-Syrianska IF (en) |
| Josef Haddad      | Linköpings FF (en)         |
| Basel Gorgis      | Syrianska IF Kerburan (en) |
| Daniel De Lejon   | Bethnahrin IF              |
| Johan Boyaci      | Gröndals IK (en)           |
| Jakob Cicek       | Örebro Syrianska IF (en)   |
| Daniel Kaya       | Örebro Syrianska IF (en)   |
| Aday Kaplan       | Assyriska FF               |
| Umit Altunkaynak  | Huddinge IF (en)           |
| Menhal Maqdisi    | Syrianska IF Kerburan (en) |
| Tüncay Yüksel     | Linköpings FF (en)         |
| David Ayaz        | Syrianska KF (en)          |
| Daniel Suleyman   | Arameisk-Syrianska IF (en) |
| Alexander Alan    | Enköpings SK FK            |
| Elias Kacho       | Linköpings FF (en)         |
| Michel Kassyousuf | Smedby AIS (en)            |
| Aram El Khoury    | Eriksberg BK               |
| Tobias Gunduz     | Enhörna IF (en)            |
| Aday Suleyman     | Arameisk-Syrianska IF (en) |

| Sélection 2014   |                                  |
| Nom              | Club                             |
| Rimon Bagdo      | Valsta Syrianska IK (en)         |
| Gaby Jallo (nl)  | FC Emmen                         |
| Andreas David    | Excelsior '31 (en)               |
| Mathias Candemir | Husqvarna FF (en)                |
| Tomas Can        |                                  |
| Bertino Nacar    | FC Schüttorf 09 (de)             |
| Marco Aydin      | Excelsior '31 (en)               |
| Rabi Mourad      | Rynninge IK (en)                 |
| Musa Karli (de)  | SV Atlas Delmenhorst (2012) (de) |
| Antonios Acar    |                                  |
| David Demir      | SV Atlas Delmenhorst (2012) (de) |
| Volkan Percin    |                                  |
| George Kasho     |                                  |
| Jakob Saoma      |                                  |
| Stefan Hannasson | IFK Kumla (en)                   |
| Gabriel Aykil    |                                  |
| Gabi Asso        |                                  |

### Sélectionneur
| N°     | Sélectionneur | Période   | Matchs | Gagnés | Nuls | Perdus | Gagnés % |
| ------ | ------------- | --------- | ------ | ------ | ---- | ------ | -------- |
| 1      | Melke Alan    | 2008-2014 | 10     | 5      | 2    | 3      | 50       |
| Totals | Totals        | Totals    | 10     | 5      | 2    | 3      | 50       |

## Tenue par année
| 2008 | 2008 | 2014 | 2014 |